# Thalassornis leuconotus
Thalassornis leuconotus este o pasăre de apă⁠(d) din familia Anatidae. Se deosebește de toate celelalte rațe, dar se înrudește cel mai strâns cu rațele de copac din subfamilia Dendrocygninae, deși prezintă și unele asemănări cu rațele cu coadă ascuțită din subfamilia Oxyurinae. Este singurul membru al genului Thalassornis.
Există două subspecii, Thalassornis leuconotus leuconotus și Thalassornis leuconotus insularis. Aceasta din urmă trăiește în întregime în Madagascar și este considerată pe cale de dispariție⁠(d) ca urmare a vânătorii, a pierderii habitatului și a introducerii de specii exotice concurente.